# Chmielnik (Mazovie)
Pour les articles homonymes, voir Chmielnik.
Chmielnik  [ˈxmjɛlnik] est un village polonais de la gmina de Sabnie dans le powiat de Sokołów et dans la voïvodie de Mazovie, au centre-est de la Pologne.